# Боемунд II фон Саарбрюкен–Дагщул
Боемунд II фон Саарбрюкен–Дагщул (на немски: Boemund II von Saarbrucken-Dagstuhl; * пр. 1294; † 24 декември 1339) е благородник от Саарбрюкен, рицар, господар на Дагщул между Саарбрюкен и Трир в Саарланд.
Той е син на Боемунд I фон Саарбрюкен († 3 октомври 1308), бургграф на Гримбург, и внук на Райнер II фон Саарбрюкен († 11 март 1284). Брат е на Райнер фон Саарбрюкен († 1324/1325), капитулар в Трир.
Роднина е вероятно на Боемунд II фон Саарбрюкен († 10 февруари 1367), архиепископ и курфюрст на Трир (1354 – 1362).
Замъкът Дагщул е построен през 1270 г. от рицар Боемунд фон Саарбрюкен. Рицарският род измира през 14. век. През 1375 г. замъкът Дагщул е наследен от фамилиите на четирите дъщери наследници, омъжени за господарите на Флекенщайн, Брюкен, Крихинген и Ролинген.

## Фамилия
Боемунд II фон Саарбрюкен се жени за Елизабет фон Форбах-Верд († 1294), дъщеря на Хайнрих II фон Верд-Форбах († сл. 1304) и Агнес д' Аспремонт († пр. 14 януари 1300). Бракът е бездетен.
Боемунд II фон Саарбрюкен се жени втори път сл. 1294 г. за Агнес фон Финстинген-Шваненхалс (* пр. 1301; † сл. 1331), дъщеря на Хуго I фон Финстинген († 1270) и Катарина фон Цвайбрюкен († сл. 1275), дъщеря на граф Хайнрих II фон Цвайбрюкен († 1282) и Агнес фон Еберщайн († 1284). Те имат децата:
- Аделхайд фон Саарбрюкен († сл. 1345), омъжена ок. 1325 г. за Арнолд V фон Зирк 'Млади' († 23 февруари/31 декември 1371)
- Боемунд фон Саарбрюкен († 27 април 1348), капитулар в Трир
- Йохан фон Саарбрюкен († 8 март 1376), капитулар в Трир
- Николаус фон Саарбрюкен († 8 март 1376), архдякон в Саарбург, каноник във Вормс и „Св. Арнуал“
- Хугело фон Саарбрюкен († сл. 1339), капитулар в Трир
- Елизабет фон Варсберг-Саарбрюкен-Дагщул († сл. 23 декември 1345), омъжена I. пр. 1332 г. за рицар Йохан IV фон Брукен († 1333), господар на Хунзинген, II. пр. 1333 г. за Хайнрих VIII фон Флекенщайн Млади († между 24 декември 1347 и 28 февруари 1348)
- Агнес фон Саарбрюкен († сл. 14 май 1354), омъжена пр. 1 март 1345 г. за Якоб IV фон Ролинген, господар на Бенсдорф († 1357)
- Йохана фон Саарбрюкен († сл. 1344), омъжена за Арнолд IV фон Питинген, господар на Дагщул, сенешал на Люксембург († сл. 7 януари 1377)